# Potito Starace
Pour les articles homonymes, voir Starace.
Potito Starace, né le 14 juillet 1981 à Cervinara, est un joueur de tennis professionnel italien.

## Carrière
En simple, Potito Starace n'a remporté aucun tournoi sur le circuit ATP, mais a atteint 4 finales. En double, il a remporté 6 titres et atteint 3 autres finales.
Son meilleur résultat en Grand Chelem est une demi-finale en double à Roland-Garros 2012 avec son compatriote Daniele Bracciali.
Il a joué avec l'équipe d'Italie de Coupe Davis entre 2004 et 2012, notamment lors du premier tour du groupe mondial en 2012 face à la République tchèque.
En 2008, il est suspendu 3 mois et écope d'une amende pour avoir parié sur des matchs.
En 2015, il est suspendu par la fédération italienne pour une affaire de matchs truqués. Il est soupçonné d'avoir truqué la finale en 2011 à Casablanca. Il est finalement radié par sa fédération et condamné à une amende de 20 000 euros.
En janvier 2018, le tribunal de Cremona acquitte Daniele Bracciali et Starace.

## Parcours dans les tournois duGrand Chelem

### En simple
| Année | Open d'Australie | Open d'Australie | Internationaux de France | Internationaux de France | Wimbledon       | Wimbledon        | US Open         | US Open        |
| ----- | ---------------- | ---------------- | ------------------------ | ------------------------ | --------------- | ---------------- | --------------- | -------------- |
| 2004  | —                | —                | 3e tour (1/16)           | M. Safin                 | 1er tour (1/64) | T. Robredo       | 2e tour (1/32)  | O. Rochus      |
| 2005  | 1er tour (1/64)  | P. Srichaphan    | —                        | —                        | 1er tour (1/64) | G. Elseneer      | 1er tour (1/64) | R. Schüttler   |
| 2006  | 1er tour (1/64)  | A. Delić         | 1er tour (1/64)          | F. Saretta               | 1er tour (1/64) | M. Youzhny       | 1er tour (1/64) | N. Okun        |
| 2007  | 1er tour (1/64)  | J. I. Chela      | 3e tour (1/16)           | R. Federer               | 1er tour (1/64) | N. Djokovic      | 1er tour (1/64) | E. Gulbis      |
| 2008  | —                | —                | 1er tour (1/64)          | I. Andreev               | 1er tour (1/64) | S. Grosjean      | 1er tour (1/64) | R. Štěpánek    |
| 2009  | 1er tour (1/64)  | B. Tomic         | 2e tour (1/32)           | A. Murray                | 2e tour (1/32)  | R. Štěpánek      | 1er tour (1/64) | M. Chiudinelli |
| 2010  | 1er tour (1/64)  | S. Robert        | 2e tour (1/32)           | R. Ginepri               | 1er tour (1/64) | P. Kohlschreiber | 1er tour (1/64) | N. Almagro     |
| 2011  | 1er tour (1/64)  | R. Söderling     | 1er tour (1/64)          | A. Falla                 | 1er tour (1/64) | S. Wawrinka      | 2e tour (1/32)  | N. Davydenko   |
| 2012  | 1er tour (1/64)  | T. Ito           | 1er tour (1/64)          | N. Djokovic              | 1er tour (1/64) | R. Sweeting      | —               | —              |
| 2014  | —                | —                | 1er tour (1/64)          | D. Toursounov            | —               | —                | —               | —              |

N.B. : à droite du résultat se trouve le nom de l'ultime adversaire.

### En double
| Année | Open d'Australie               | Open d'Australie            | Internationaux de France    | Internationaux de France    | Wimbledon                    | Wimbledon                  | US Open                     | US Open                     |
| ----- | ------------------------------ | --------------------------- | --------------------------- | --------------------------- | ---------------------------- | -------------------------- | --------------------------- | --------------------------- |
| 2006  | 1er tour (1/32) D. Sanguinetti | M. Fyrstenberg M. Matkowski | 1/4 de finale A. Martín     | J. Björkman M. Mirnyi       | 2e tour (1/16) L. Zovko      | J. Auckland J. Delgado     | 1er tour (1/32) A. Martín   | M. Fyrstenberg M. Matkowski |
| 2007  | 2e tour (1/16) A. Martín       | J. Knowle J. Melzer         | 1er tour (1/32) M. Vassallo | G. García-López F. Volandri | 1er tour (1/32) Ó. Hernández | E. Butorac J. Murray       | 1er tour (1/32) S. Roitman  | M. Granollers F. López      |
| 2008  | —                              | —                           | 1er tour (1/32) F. Volandri | J. Isner S. Querrey         | —                            | —                          | 2e tour (1/16) E. Schwank   | L. Dlouhý L. Paes           |
| 2009  | 1er tour (1/32) J. Cerretani   | F. López F. Verdasco        | —                           | —                           | 1er tour (1/32) F. Fognini   | S. Aspelin P. Hanley       | 1er tour (1/32) F. Fognini  | J. Knowle J. Melzer         |
| 2010  | 2e tour (1/16) F. Fognini      | J. Melzer P. Petzschner     | 1/8 de finale D. Bracciali  | M. Melo B. Soares           | 1er tour (1/32) D. Bracciali | S. González T. Rettenmaier | 2e tour (1/16) D. Bracciali | R. Lindstedt H. Tecău       |
| 2011  | 1/8 de finale D. Bracciali     | Ł. Kubot O. Marach          | 1/4 de finale D. Bracciali  | J. S. Cabal E. Schwank      | 1er tour (1/32) M. González  | B. Bryan M. Bryan          | 1/8 de finale D. Bracciali  | R. Lindstedt H. Tecău       |
| 2012  | 1/8 de finale D. Bracciali     | M. Mirnyi D. Nestor         | 1/2 finale D. Bracciali     | M. Mirnyi D. Nestor         | —                            | —                          | —                           | —                           |
| 2013  | 2e tour (1/16) P. Lorenzi      | M. Granollers M. López      | 2e tour (1/16) P. Lorenzi   | T. Bednarek J. Janowicz     | 1er tour (1/32) F. Fognini   | D. Brands L. Rosol         | —                           | —                           |
| 2014  | 2e tour (1/16) A. Seppi        | T. C. Huey D. Inglot        | —                           | —                           | —                            | —                          | —                           | —                           |

N.B. : le nom du ou de la partenaire se trouve sous le résultat ; le nom des ultimes adversaires se trouve à droite.

### En double mixte
| Année | Open d'Australie | Open d'Australie | Internationaux de France | Internationaux de France        | Wimbledon | Wimbledon | US Open | US Open |
| ----- | ---------------- | ---------------- | ------------------------ | ------------------------------- | --------- | --------- | ------- | ------- |
| 2011  | -                | -                | 1er tour F. Pennetta     | Barbora Z. Strýcová Horia Tecău | -         | -         |         |         |

N.B. : le nom de la partenaire se trouve sous le résultat ; le nom des ultimes adversaires se trouve à droite.

## Parcours dans lesMasters 1000
| Année | Indian Wells           | Miami                 | Monte-Carlo          | Rome                       | Hambourg puis Madrid | Canada | Cincinnati | Madrid puis Shanghai     | Paris              |
| ----- | ---------------------- | --------------------- | -------------------- | -------------------------- | -------------------- | ------ | ---------- | ------------------------ | ------------------ |
| 2005  | 1er tour W. Arthurs    | 1er tour R. Schüttler | 1er tour A. Martín   | 2e tour A. Martín          | —                    | —      | —          | —                        | —                  |
| 2006  | —                      | —                     | 2e tour R. Söderling | 2e tour R. Federer         | —                    | —      | —          | —                        | —                  |
| 2007  | —                      | 2e tour N. Almagro    | —                    | 1/8 de finale N. Davydenko | —                    | —      | —          | 1er tour J. M. del Potro | 1er tour G. Simon  |
| 2008  | 1er tour M. Gicquel    | 1er tour S. Warburg   | 1er tour N. Lapentti | 2e tour I. Karlović        | 2e tour R. Nadal     | —      | —          | —                        | —                  |
| 2009  | 2e tour P.-H. Mathieu  | 1er tour M. Vassallo  | —                    | 1er tour A. Montañés       | —                    | —      | —          | —                        | —                  |
| 2010  | 1er tour J. Chardy     | 1er tour N. Lapentti  | —                    | 2e tour D. Ferrer          | —                    | —      | —          | —                        | 1er tour M. Llodra |
| 2011  | 1er tour D. Young      | 1er tour S. Devvarman | 1er tour P. Riba     | 1/8 de finale A. Murray    | 1er tour M. Čilić    | —      | —          | —                        | —                  |
| 2012  | 1er tour D. Nalbandian | 1er tour R. Harrison  | 2e tour N. Almagro   | 1er tour Ł. Kubot          | —                    | —      | —          | —                        | —                  |
| 2013  | —                      | —                     | —                    | 2e tour R. Federer         | —                    | —      | —          | —                        | —                  |

N.B. : sous le résultat se trouve le nom de l’ultime adversaire.

## Interclubs
- Vainqueur du Championnat d'Italie de tennis en 2006, 2007, 2008 et 2009 avec la Capri Sports Academy.